# Youhannes Ezzat Zakaria Badir
Youhannes Ezzat Zakaria Badir (* 12. August 1949 in Abou-Korkas, Ägypten; †  27. Dezember 2015) war koptisch-katholischer Bischof von Luxor.

## Leben
Youhannes Ezzat Zakaria Badir empfing am 5. August 1973 das Sakrament der Priesterweihe.
Am 23. November 1992 ernannte ihn Papst Johannes Paul II. zum Bischof von Ismayliah. Der koptisch-katholische Patriarch von Alexandria, Stephanos II. Ghattas CM, spendete ihm am 29. Januar 1993 die Bischofsweihe; Mitkonsekratoren waren der emeritierte Bischof von Assiut, Youhanna Nueir OFM, der Bischof von Minya, Antonios Naguib, der Bischof von Assiut, Kyrillos Kamal William Samaan OFM, der Bischof von Sohag, Morkos Hakim OFM, und der Bischof von Luxor, Aghnatios Elias Yaacoub SJ sowie die Weihbischöfe in Alexandria, Youhanna Golta und Andraos Salama. Am 23. Juni 1994 wurde Youhannes Ezzat Zakaria Badir zum Bischof von Luxor ernannt.